# アレンビー橋
座標: 北緯31度52分27秒 東経35度32分27秒 / 北緯31.87417度 東経35.54083度

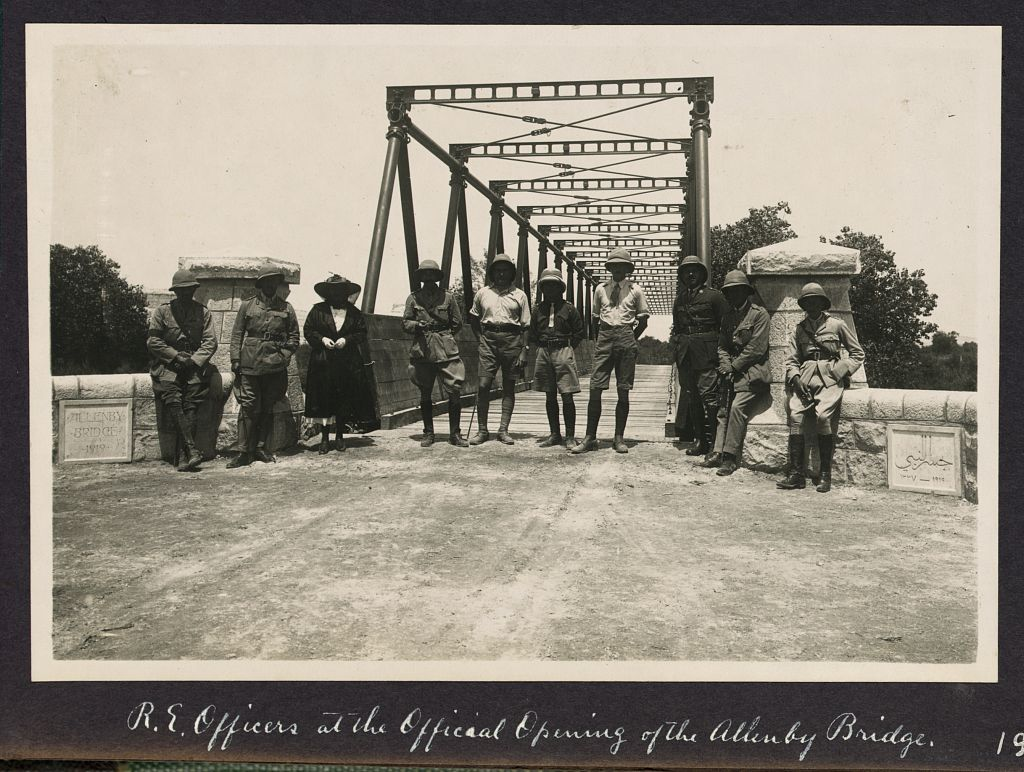
初代の橋(1918)

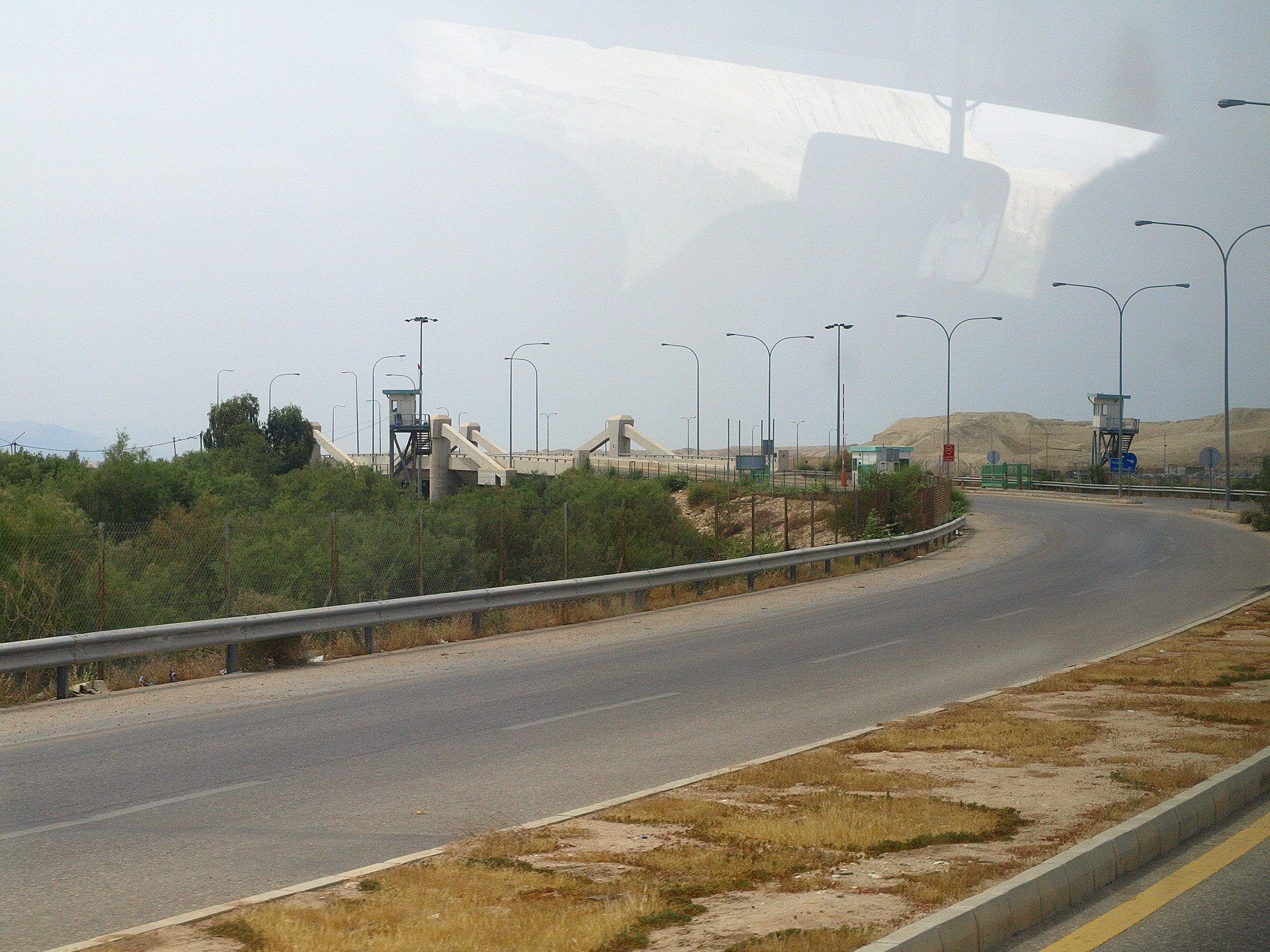
現在の橋(2009)

アレンビー橋(Allenby Bridge, ヘブライ語: גשר אלנבי)はヨルダン川に架かる橋である。キング・フセイン橋(King Hussein Bridge, アラビア語: جسر الملك حسين)とも呼ばれる。イスラエル人はアレンビー橋、ヨルダン人はキング・フセイン橋、その他のアラブ人はアル・カラマー橋(Al-Karameh Bridge)と呼ぶことが多い。

## 概要
橋の西側はヨルダン川西岸地区のエリコ、東側はヨルダンである。ヨルダン川西岸地区に居住するパレスチナ人がヨルダンとの間を往来するための出入国地点である。

## 歴史
1918年、最初のアレンビー橋がイギリス陸軍将軍エドムンド・アレンビー(:en:)によって建設された。それ以前はこの地域一帯はオスマン帝国の領土であったが、第一次世界大戦中にアラブ人民族主義活動家による反乱が勃発した（アラブ反乱）。イギリスやフランスを味方につけたアラブ人側が1917年に勝利を収め、オスマン帝国の支配は終った。アレンビー将軍はこの戦いでアラブ人側の味方としてイギリス軍を率い、オスマン帝国の支配下にあったエルサレムを陥落させた立役者である。
1946年6月16日の夜、ユダヤ人軍事組織ハガナーの精鋭部隊パルマッハ(:en:)によって他の8つの橋とともにアレンビー橋は爆破された。当時はユダヤ人によるシオニズム運動が激化しつつあり、この2年後にイスラエル国が建国される。
その後再建されるものの、第三次中東戦争（1967年6月）で再び破壊され、翌1968年に仮設の橋が架けられた。この仮設橋は鋼鉄製のトラス橋だが路面は木材を敷いただけの簡易な構造で、1車線の一方通行、ヨルダン川で洪水が発生すると通行不能になるという貧弱なものであった。
1994年10月のイスラエル・ヨルダン平和条約締結以降、交通量増大による容量不足が深刻化してきた。このため、恒久的な橋が日本のODAによって旧橋の隣に建設された。竣工は2001年3月22日。4車線のPC斜版橋（斜版付箱桁橋）で、長さは120m。ヨルダン側の道路約7.7kmも合わせて整備された。なお、この援助はODAの中でも返済義務の無い「無償資金協力」として行われた。

## 国境としての位置づけ
橋の西側（ヨルダン川西岸地区側）約1kmの地点にイスラエルの出入国審査場が、東側（ヨルダン側）約4kmの地点にヨルダンの出入国審査場がある。この間は徒歩での往来はできず、指定されたタクシーや専用バスで移動する。
イスラエル側に居住するパレスチナ人が海外に出るには、アレンビー橋経由でいったんヨルダンに入国したうえで、クィーンアリア国際空港などを利用しなければならない。これは、イスラエル当局がパレスチナ人によるベン・グリオン国際空港の使用を厳しく制限しているためである。
イスラエル人がアレンビー橋を通過することはイスラエル当局によって禁止されており、通過できるのは外国人観光客（イスラエル人を除く）およびパレスチナ人だけである。特にパレスチナ人は身分証明書さえ持っていれば東西いずれの側も比較的簡単な審査で済む。イスラエル人が陸路でヨルダンに行くにはアラバ(:en:)国境かヨルダン川国境(:en:)（シェイク・フセイン橋）を使わなければならない。

## トピック
ゴルゴ13「スワップ 捕虜交換」では、この橋での捕虜交換が生々しく描写されている。

## 参照
1. ↑  外務省-キングフセイン橋架け替え計画
2. ↑  The Main Uses of the Terminal